# Cueva de Los Morciguillos
Cueva de Los Morciguillos este o arie protejată (arie specială de conservare — SAC, sit de importanță comunitară — SCI) din Spania întinsă pe o suprafață de 45,96 ha, integral pe uscat.

## Localizare
Centrul sitului Cueva de Los Morciguillos este situat la coordonatele 39°54′57″N 2°09′08″W / 39.9157°N 2.1523°V.

## Înființare
Situl Cueva de Los Morciguillos a fost declarat sit de importanță comunitară în decembrie 1997 pentru a proteja 6 specii de animale. Situl a fost protejat și ca arie specială de conservare în mai 2015.

## Biodiversitate
Situată în ecoregiunea mediteraneană, aria protejată conține 7 habitate naturale: Pseudostepă cu ierburi și specii anuale de Thero-Brachypodietea, Păduri de pin (sub-) mediteraneene cu pini negri endemici, Peșteri inaccesibile publicului, Lande oro-mediteraneene cu formațiuni endemice de grozamă, Galerii de Salix alba și de Populus alba, Matorral arborescenți cu Juniperus spp., Pante stâncoase calcaroase cu vegetație casmofită.
La baza desemnării sitului se află mai multe specii protejate:
- păsări (1): turturică (Streptopelia turtur)
- mamifere (5): liliac cu aripi lungi (Miniopterus schreibersii), liliac cărămiziu (Myotis emarginatus), liliacul mediteranean cu potcoavă (Rhinolophus euryale), liliacul mare cu potcoavă (Rhinolophus ferrumequinum), liliacul cu potcoavă a lui méhely (Rhinolophus mehelyi)

Pe lângă speciile protejate, pe teritoriul sitului au mai fost identificate 2 specii de plante.